# Parti communiste breton
Pour les articles homonymes, voir PCB et Parti communiste.
Le Parti communiste breton (en breton : Strollad komunour Breizh) (abrégé en PCB) est un mouvement communiste et séparatiste breton.

## Origines
Le PCB naît en janvier 1971, dans un contexte de renouveau de l’identité bretonne, avec des mouvements comme le Front de libération de la Bretagne, qui mêlait revendications indépendantistes et actions violentes, ou l’Union démocratique bretonne, plus modérée et progressiste. Le PCB émerge en 1971 sous l’impulsion de Gwenc’hlan Le Scouëzec ainsi que des membres exclus de l'UDB, et s’inscrit dans la continuité du Front de libération de la Bretagne « légal », une branche non violente du FLB.
Le parti se structure lors de son congrès constitutif en mars 1971, où il adopte une ligne idéologique claire : combiner la lutte des classes, inspirée du communisme, avec la lutte pour l’émancipation nationale bretonne. Cette période est aussi celle de l’effervescence maoïste et guévariste en France, et le PCB s’en inspire, adoptant une rhétorique révolutionnaire. Il se positionne comme un mouvement d’extrême gauche, mais avec une spécificité régionale forte, ce qui le distingue du Parti communiste français, jugé trop centralisateur et accusé d'avoir abandonné le léninisme.

## Idéologie
Le PCB se définit par une double ambition :
- Communisme: Le parti adhère aux principes marxistes-léninistes[10] et trotskistes[11], prônant la collectivisation des moyens de production, la lutte contre le capitalisme et l’émancipation du prolétariat breton. Il voit la Bretagne comme une « colonie intérieure » de la France, exploitée économiquement et culturellement par l’État central[BR 2].

- Autogestion : Le PCB revendique l’autonomie, voire l’indépendance, de la Bretagne, qu’il considère comme une nation à part entière, avec sa langue, sa culture et son histoire. Il s’oppose à l’assimilation française[12] et milite pour la reconnaissance des droits culturels et politiques des Bretons.

Cette combinaison d’idéaux communistes et nationalistes est symbolisée par le slogan « Pour une Bretagne libre et autogérée »

## Activités et influence
Le PCB reste un mouvement marginal, avec une influence limitée. Ses activités se concentrent sur la propagande (publications, tracts, réunions), l’organisation de manifestations et la participation à des débats dans le milieu militant breton. Il tente de rallier les classes populaires bretonnes, notamment dans les zones rurales et ouvrières, mais peine à s’implanter durablement face à la concurrence d’autres mouvements, comme l’UDB, plus modérée, mais surtout les partis de la métropole.
Il bénéficie d’une certaine visibilité grâce à ses publications et à son discours radical, qui attire des jeunes militants sensibles à la cause bretonne et à l’anti-impérialisme. Cependant, son positionnement extrême et ses ambitions séparatistes le rendent suspect aux yeux des autorités françaises, dans un contexte où le FLB mène des actions violentes. En 1973, la DST installe clandestinement un micro dans le local du parti,, cela a permis à la DST de surveiller le parti pendant des mois lors de leurs réunions et découvrir des liens étroits entre le PCB et différents groupes armées indépendantistes,

## Déclin et dissolution

### Concurrence avec d’autres mouvements de gauche
Dans les années 1970, la gauche bretonne était dominée par le PCF et la SFIO (ancêtre du PS), qui avaient des bases électorales et syndicales solides, notamment dans les zones ouvrières comme Saint-Nazaire ou Lanester. Le PCB, avec son positionnement extrême et indépendantiste, peinait à rivaliser.

### Contexte politique et fin
Les mouvements maoïstes, bien qu’actifs en Bretagne après Mai 68, étaient fragmentés entre plusieurs groupes (Gauche prolétarienne, PCMLF, etc.), ce qui diluait leur impact. Le PCB, en adoptant une ligne mao-guévariste, s’est retrouvé en compétition avec ces groupes sans parvenir à les fédérer. Les années 1970 ont marqué un reflux des idéologies communistes et radicales en Europe, en partie à cause de la désillusion face à l’URSS et à la Chine maoïste. La « stagnation brejnévienne » de l’URSS et les excès de la Révolution culturelle chinoise ont terni l’attrait du communisme révolutionnaire, y compris en Bretagne.
La Bretagne des années 1970 connaissait une modernisation rapide, avec une restructuration de l’économie agricole et une urbanisation croissante. Ces transformations ont affaibli les bases sociales traditionnelles des mouvements radicaux.
En 1974, le parti disparait

## Membres notables
- Kristian Hamon
- Padrig Montauzier[31]
- Jean-Pierre Vigier[32]
- Gwenc’hlan Le Scouëzec

### Périodiques
- Articles du magazine Bretagne Révolutionnaire

1. ↑  « Manifeste du Parti Communiste Breton », Bretagne Révolutionnaire, no 9,‎ mars 1971, p. 2
2. ↑  « A travers le conflit Doux, quelle industrialisation en Bretagne ? », Bretagne Révolutionnaire, no 22,‎ mars 1974, p. 9